# Nova Crnja

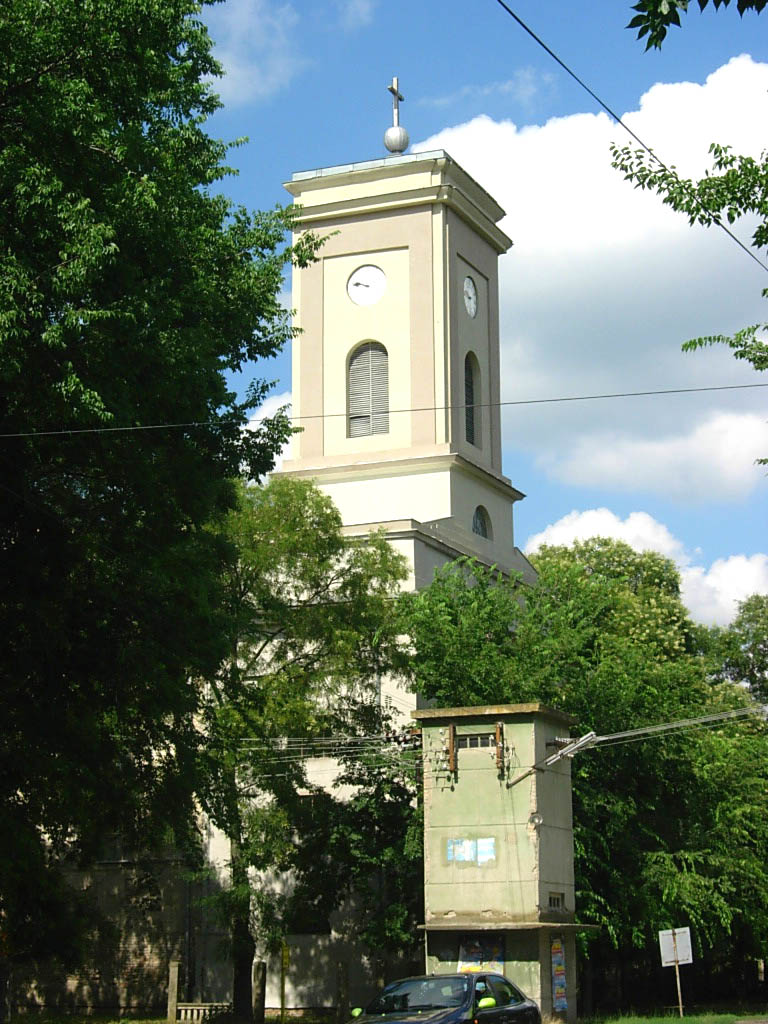
Die katholische Kirche St. Agatha, Jungfrau und Märtyrerin in Nova Crnja

Nova Crnja (serbisch-kyrillisch Нова Црња, ungarisch Magyarcsernye, deutsch Neuzerne) ist ein Dorf und eine Gemeinde (opština; општина) im Bezirk Mittelbanat (Srednje-Banatski okrug; Средње-Банатски округ) in der Autonomen Provinz Vojvodina in Serbien. Während die Einwohnerzahl in dem Dorf Nova Crnja bei 1.509 Einwohnern liegt, zählt die Gemeinde Nova Crnja 10.272 Einwohner.

## Geographie
Das Dorf Nova Crnja liegt im Bezirk Mittelbanat, rund 15 Kilometer von der serbisch-rumänischen Grenze bei Srpska Crnja/Hatzfeld entfernt. Die nächsten größeren Städte sind Kikinda in 30 Kilometer Entfernung, und Zrenjanin in gut 45 Kilometer Entfernung.

## Orte in der Gemeinde Nova Crnja
Zur Gemeinde Nova Crnja haben sich folgende Ortschaften zusammengeschlossen:
- Aleksandrovo (serbisch-kyrillisch Александрово, ungarisch Bozítópuszta; früher: Velike Livade, Велике Ливаде)
- Vojvoda Stepa (serbisch-kyrillisch Војвода Степа, ungarisch Leónamajor)
- Nova Crnja
- Radojevo (serbisch-kyrillisch Радојево, ungarisch Klári)
- Srpska Crnja (serbisch-kyrillisch Српска Црња, ungarisch Németcsernye; größter Ort der Gemeinde)
- Toba (serbisch-kyrillisch Тоба, ungarisch Tóba)

Bis zum Jahre 1961 war das Dorf Molin ebenfalls noch Teil der Gemeinde Nova Crnja, wurde jedoch im selben Jahr durch eine Überschwemmung komplett zerstört. Das Gebiet des ehemaligen Dorfes gehört jedoch immer noch zu der Gemeinde.

## Verkehr
Das Dorf Nova Crnja ist erschlossen durch die Bundesstraße 7 bzw. 12, die von Subotica bis zur Grenze zwischen Rumänien und Serbien bei Srpska Crnja/Jimbolia führt.
Die Ortschaft hat keine Bahnanbindung.

## Demographie in Nova Crnja
Im Dorf Nova Crnja hat die Bevölkerung von der ersten Erhebung in der SFR Jugoslawien bis heute um etwa die Hälfte abgenommen: waren es bei dem Zensus im Jahre 1948 noch 3.185 Einwohner, so leben heute bloß noch 1.509 Menschen in dem Dorf; seit 1961 sank die Bevölkerung stetig.
Das Dorf selbst ist gemäß Volkszählung 2002 mehrheitlich von Magyaren (84,57 Prozent) bevölkert, größere Minderheiten bilden die Serben (6,01 Prozent), die Roma (4,67 Prozent) und die Jugoslawen (1,88 Prozent). Darüber hinaus leben noch kleine Zahlen von Kroaten, Deutschen, Rumänen, Mazedoniern und Albanern in dem Dorf.
Im Gegensatz dazu ist die gesamte Gemeinde Nova Crnja mehrheitlich serbisch bevölkert; sie stellen mit 67,39 Prozent die absolute Mehrheit. Größere Minderheiten sind die Magyaren (17,71 Prozent) und die Roma (9,89 Prozent); kleinere Minderheiten bilden Kroaten, Montenegriner, Mazedonier, Rumänen und Deutsche.
Alle Dörfer im Gebiet der Gemeinde Nova Crnja sind mehrheitlich serbisch bevölkert, ausgenommen das Dorf Nova Crnja selbst und das Dorf Toba.